# Jacobo Timerman

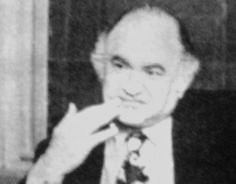
Jacobo Timerman

Jacobo Timerman (6.01.1923 – 11.11.1999) là nhà báo, nhà văn, nhà xuất bản người Argentina. Ông sinh tại Bar, Ukraina. Năm 1928 Timerman và gia đình di cư sang Argentina.

## Cuộc sống và tù đày ở Argentina
Trong thập niên 1960, Timerman là một nhà báo được ưa thích. Cuối thập niên 1960, ông sáng lập 2 tuần báo tin tức khác nhau.  Từ năm 1971 tới 1977, Timerman biên tập và xuất bản tờ nhật báo khuynh tả La Opinión(Dư luận). Dưới sự lãnh đạo của ông, tờ báo này đăng các tin và các bài chỉ trích  những vụ vi phạm nhân quyền của chính phủ Argentina trong những năm đầu của cuộc "Chiến tranh bẩn thỉu" (Dirty War).
Trong thời gian đầu của cuộc đảo chính tháng 3 năm 1976, Timerman và tờ báo của ông theo một đường lối nhập nhằng nước đôi, biện minh cho cuộc đảo chính quân sự là do cuộc khủng hoảng chính trị trước đó , coi việc tướng Videla, được bổ nhiệm đứng đầu nhóm đảo chính quân sự, như một cái phanh hãm lại khuynh hướng ngày càng thiên về cực hữu của chế độ.
Ngày 15 tháng 4 năm 1977, Timerman bị quân đội bắt, rồi bị tra tấn bằng cách dí điện vào người, bị đánh đập và bị biệt giam do kết quả việc điều tra về quan hệ của ông với David Graiver, nhà tài phiệt quản lý tài chính cho phong trào du kích Montoreno (Movimiento Peronista Montonero)..  Những sự việc mà ông bị trải qua này đã được ghi chép theo thứ tự thời gian trong quyển Prisoner Without a Name, Cell Without a Number (Người tù không tên, Xà lim không số) của ông xuất bản năm 1981 ở Hoa Kỳ, và một  phim cùng tên năm 1983.
Sách này sau đó được nhà xuất bản "El Cid" do Eduardo Varela Cid làm chủ, xuất bản lậu ở Argentina năm 1982 dưới tên El caso Camps. Punto inicial, ấn bản hợp pháp được in năm 2000 

## Cuộc sống ở Israel
Sau khi được phóng thích vào tháng 9 năm 1979, Timerman bị lưu vong cưỡng bách, và ông đã tới sống ở Tel Aviv, Israel.  Một năm sau khi xuất bản quyển Prisoner Without a Name, Cell Without a Number, ông  xuất bản tiếp quyển "The Longest War" (Cuộc chiến tranh dài nhất).  Sách này mô tả chi tiết những tháng đầu tiên của cuộc Xâm lăng Liban 1982 của Israel.

## Trở lại Argentina
Một thời gian sau khi xuất bản quyển The Longest War, Timerman di chuyển sang Madrid (Tây Ban Nha) rồi sang New York.  Cuối cùng, năm 1984, ông trở về Buenos Aires.  Ba năm sau – năm 1987 - Timerman phát hành quyển "Chile: Death in the South" (Chile: Cái chết ở miền Nam), một sách điều tra có tính phê phán về đời sống dưới sự cai trị của nhà độc tài Augusto Pinochet.
Timerman qua đời ở Buenos Aires ngày 11 tháng 11 năm 1999.
Ngày 9.10.2007, linh mục Christian Von Wernich, người giải tội cá nhân cho viên trưởng ty cảnh sát trưởng Ramón Camps (người bắt Timerman), đã bị kết án vì có dính líu tới việc bắt cóc và tra tấn Timerman (cùng các người khác).

## Gia đình
Timerman có ba người con trai: 
- Héctor Timerman là nhà báo, nhà văn và gần đây là bộ trưởng bộ ngoại giao Argentina. Trước đó, ông làm lãnh sự ở New York rồi sau đó được bổ nhiệm làm đại sứ Argentina tại Hoa Kỳ từ tháng 12 năm 2007.
- Javier Timerman cư ngụ ở New York với vợ và ba con.
- Daniel Timerman sống ở Israel với ba con.

## Giải thưởng
- 1980, Timerman được trao  Giải Bút vàng Tự do Lưu trữ ngày 4 tháng 2 năm 2012 tại Wayback Machine
- 1981 Giải Conscience-in-Media năm 1981 của Hội Nhà báo và Tác giả Mỹ.
- 1981 Giải Nhân quyền Letelier-Moffitt của Viện Nghiên cứu Chính sách.

## Tác phẩm
- Preso sin Nombre, Celda sin Numero 1981 ISBN 0299200442
- The Longest War: Israel in Lebanon 1882 ISBN 0394714717
- Chile: Death in the South 1887 ISBN 067972012X